# Açude Santana

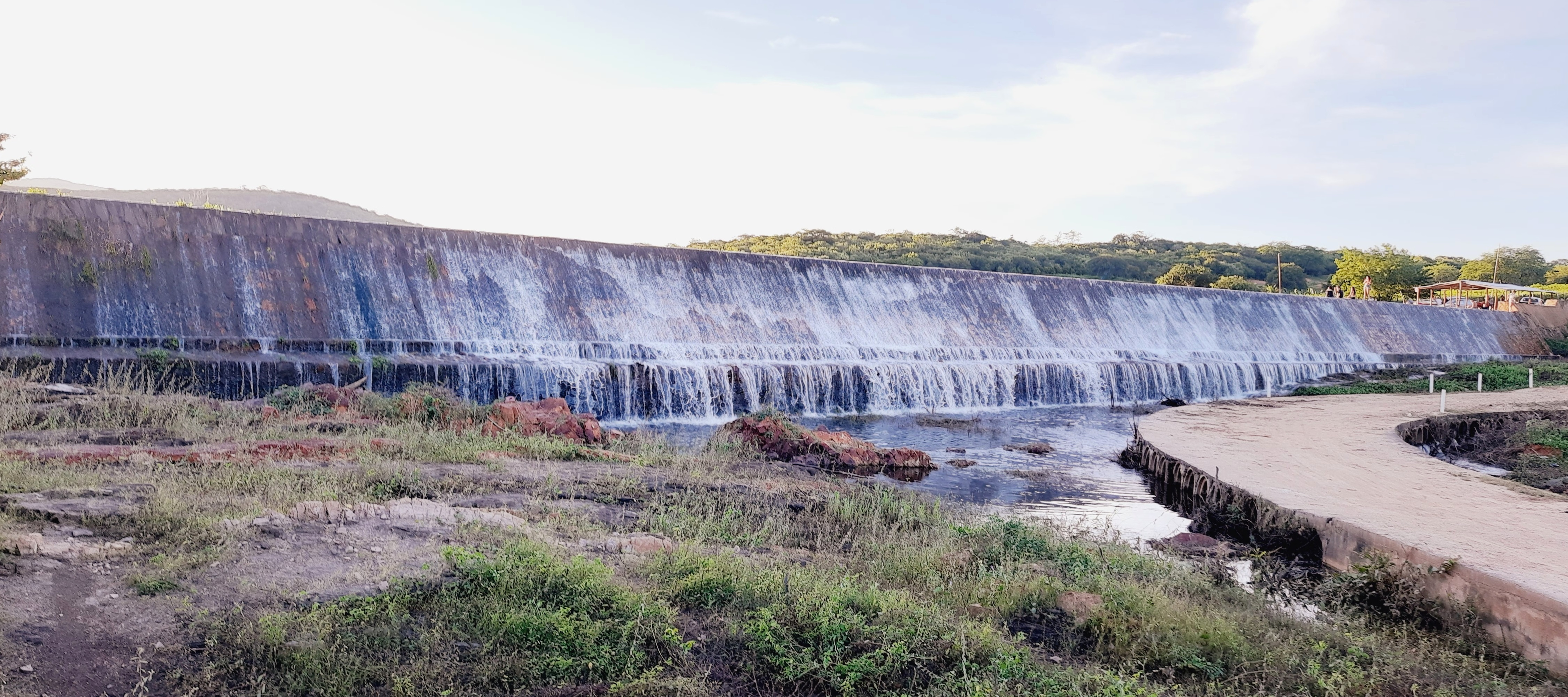
O vertedouro do reservatório, transbordando no final do período chuvoso em maio de 2021

O Açude Santana, também chamado Açude Gangorra, é um reservatório localizado na zona rural de Rafael Fernandes, município brasileiro no estado do Rio Grande do Norte. É um dos reservatórios mais antigos do estado, construído pelo Departamento Nacional de Obras Contra as Secas (DNOCS), na época Inspetoria Federal de Obras Contra as Secas (IFOCS), no início do século XX, quando pertencia ao município de Pau dos Ferros, e inaugurado no ano de 1915. Com capacidade para 7 000 000 m³, sua bacia hidrográfica cobre uma área total de 375 km². Serve de abastecimento para as comunidades rurais de Rafael Fernandes.
O clima é semiárido, com chuvas concentradas no primeiro semestre do ano, sendo o pico nos meses de março e abril, e temperaturas variando de 20 °C a 35 °C. Segundo dados da Empresa de Pesquisa Agropecuária do Rio Grande do Norte (EMPARN), referentes ao período de 1962 a 2005, o maior acumulado de chuva em 24 horas registrado na localidade chegou a 132,2 mm em 6 de abril de 1988, seguido por 120 mm em 2 de maio de 1991, 103 mm em 13 de maio de 1994 e 101 mm em 5 de maio de 1996. O recorde mensal é de 461 mm em janeiro de 2004.
| Dados climatológicos para Açude Santana/Gangorra                                            | Dados climatológicos para Açude Santana/Gangorra | Dados climatológicos para Açude Santana/Gangorra | Dados climatológicos para Açude Santana/Gangorra | Dados climatológicos para Açude Santana/Gangorra | Dados climatológicos para Açude Santana/Gangorra | Dados climatológicos para Açude Santana/Gangorra | Dados climatológicos para Açude Santana/Gangorra | Dados climatológicos para Açude Santana/Gangorra | Dados climatológicos para Açude Santana/Gangorra | Dados climatológicos para Açude Santana/Gangorra | Dados climatológicos para Açude Santana/Gangorra | Dados climatológicos para Açude Santana/Gangorra | Dados climatológicos para Açude Santana/Gangorra |
| Mês                                                                                         | Jan                                              | Fev                                              | Mar                                              | Abr                                              | Mai                                              | Jun                                              | Jul                                              | Ago                                              | Set                                              | Out                                              | Nov                                              | Dez                                              | Ano                                              |
| ------------------------------------------------------------------------------------------- | ------------------------------------------------ | ------------------------------------------------ | ------------------------------------------------ | ------------------------------------------------ | ------------------------------------------------ | ------------------------------------------------ | ------------------------------------------------ | ------------------------------------------------ | ------------------------------------------------ | ------------------------------------------------ | ------------------------------------------------ | ------------------------------------------------ | ------------------------------------------------ |
| Temperatura máxima média (°C)                                                               | 34,2                                             | 33,1                                             | 32,1                                             | 31,8                                             | 31,6                                             | 31,3                                             | 31,7                                             | 33,2                                             | 34,4                                             | 35,2                                             | 35,3                                             | 35,1                                             | 33,3                                             |
| Temperatura média compensada (°C)                                                           | 28                                               | 27,2                                             | 26,5                                             | 26,4                                             | 26,1                                             | 25,5                                             | 25,6                                             | 26,4                                             | 27,4                                             | 28                                               | 28,3                                             | 28,3                                             | 27                                               |
| Temperatura mínima média (°C)                                                               | 22,4                                             | 22,2                                             | 21,9                                             | 21,7                                             | 21,1                                             | 20,2                                             | 19,7                                             | 19,7                                             | 20,7                                             | 21,5                                             | 21,9                                             | 22,4                                             | 21,3                                             |
| Precipitação (mm)                                                                           | 94,1                                             | 118,5                                            | 201,4                                            | 191,3                                            | 115,5                                            | 42                                               | 25,6                                             | 7,1                                              | 4,2                                              | 6,2                                              | 8,8                                              | 23,6                                             | 838,3                                            |
| Fonte: UFCG (médias de temperatura: 1962-1990) e EMPARN (médias de precipitação: 1962-2005) |                                                  |                                                  |                                                  |                                                  |                                                  |                                                  |                                                  |                                                  |                                                  |                                                  |                                                  |                                                  |                                                  |